# لی الیجا
لی الیجا (کره‌ای: 이엘리야; زادهٔ ۱۹ فوریهٔ ۱۹۹۰) یک بازیگر اهل کرهٔ جنوبی است. او با بازی در سریال بسکتبال (۲۰۱۳) در تی‌وی‌اِن حضور یافت. پس از چندین سال فعالیت در نقش‌های مکمل، او با بازی در سریال کارآگاه خوب (۲۰۲۰) در شبکه جی‌تی‌بی‌سی دوباره به عنوان بازیگر اصلی انتخاب شد. او بیشتر به خاطر به تصویر کشیدن نقش‌های شرورانه‌ای مانند معشوقه شیطانی در آخرین ملکه (۲۰۱۸) شناخته می‌شود.

## اوایل زندگی
لی الیجا در خانواده‌ای پروتستان به دنیا آمد. والدینش او را به نام الیاس پیامبر در عهد عتیق نامگذاری کردند. لی اسب سواری، تکواندو و موسیقی را از کودکی آموخت. او در مؤسسه هنر سئول در رشته بازیگری تحصیل کرده است.

## فیلم‌شناسی

### فیلم
| سال  | عنوان        | نقش    | منابع |
| ---- | ------------ | ------ | ----- |
| ۲۰۱۹ | دختر رئیس من | هه-جین | [ ۴ ] |

### سریال‌های تلویزیونی
| سال  | عنوان                   | نقش               | شبکه     | منابع  |
| ---- | ----------------------- | ----------------- | -------- | ------ |
| ۲۰۱۳ | بسکتبال                 | چوی شین-یونگ      | تی‌وی‌ان   |        |
| ۲۰۱۴ | روز‌های شگفت انگیز       | کیم ما-ری         | کی‌بی‌اس۲  | [ ۵ ]  |
| ۲۰۱۵ | بازگشت هوانگ گئوم بوک   | باک یه-ریونگ      | اس‌بی‌اس   | [ ۶ ]  |
| ۲۰۱۵ | قهرمانان                | پارک هه-میل       | جی‌تی‌بی‌سی | [ ۷ ]  |
| ۲۰۱۶ | عشق بی‌پروا              | کیم یو-نا (مهمان) | کی‌بی‌اس۲  | [ ۸ ]  |
| ۲۰۱۷ | برای راه من مبارزه کن   | پارک هه-ران       | کی‌بی‌اس۲  | [ ۹ ]  |
| ۲۰۱۸ | فرزندان خدای بسیار کوچک | باک آ-ایون        | او‌سی‌ان   | [ ۱۰ ] |
| ۲۰۱۸ | خانم حمورابی            | لی دو-یون         | جی‌تی‌بی‌سی |        |
| ۲۰۱۸ | آخرین ملکه              | مین یو-را         | اس‌بی‌اس   |        |
| ۲۰۱۹ | رئیس ستاد               | یون هه-وون        | جی‌تی‌بی‌سی |        |
| ۲۰۲۰ | کارآگاه خوب             | جین سو-کیونگ      | جی‌تی‌بی‌سی | [ ۱۱ ] |
| ۲۰۲۱ | عدالت به تعویق افتاده   | یون هه-وون (کمیو) | اس‌بی‌اس   | [ ۱۲ ] |

### نمایش‌های گوناگون
| سال  | عنوان                  | شبکه   | یادداشت                                          | منابع  |
| ---- | ---------------------- | ------ | ------------------------------------------------ | ------ |
| ۲۰۱۷ | پادشاه خواننده نقابدار | ام‌بی‌سی | شرکت کننده به عنوان "باغ مخفی" (قسمت‌های ۱۲۷-۱۲۸) | [ ۱۳ ] |

### موزیک ویدیو
| سال  | عنوان موزیک  | هنرمند      | منابع  |
| ---- | ------------ | ----------- | ------ |
| ۲۰۱۳ | "نفرت"       | باک جی-یونگ | [ ۱۴ ] |
| ۲۰۱۳ | "دیوانه شدن" | جی‌بی۹       | [ ۱۵ ] |

## جوایز و نامزدی‌ها
| سال  | جایزه                        | دسته‌بندی                                                 | کار نامزد شده          | نتیجه    |
| ---- | ---------------------------- | -------------------------------------------------------- | ---------------------- | -------- |
| ۲۰۱۵ | جوایز درام اس‌بی‌اس            | جایزه ستاره جدید                                         | بازگشت هوانگ گئوم بوک  | برنده    |
| ۲۰۱۸ | جوایز درام اس‌بی‌اس            | جایزه برتر، بهترین بازیگر زن در درام چهارشنبه تا پنجشنبه | آخرین ملکه             | نامزدشده |
| ۲۰۲۱ | هفتمین دوره جوایز ستاره آپان | بهترین بازیگر نقش مکمل زن                                | رئیس ستاد/ کارآگاه خوب | نامزدشده |